# Суперкубок Сан-Марино з футболу 2008
Суперкубок Сан-Марино з футболу 2008 — 23-й розіграш турніру, який в той час мав назву Трофео Федерале. Переможцем вдруге стала Мурата.

## Учасники
- Чемпіонат Сан-Марино:
  - Чемпіон: Мурата
  - Срібний призер: Ювенес-Догана
- Кубок Сан-Марино:
  - Півфіналіст: Фаетано
  - Півфіналіст: Тре Фйорі

## Півфінали
| Команда 1      | Рахунок | Команда 2 |
| -------------- | ------- | --------- |
| 1 вересня 2008 |         |           |
| Мурата         | 1:0     | Тре Фйорі |
| Ювенес-Догана  | 0:1     | Фаетано   |

## Фінал
| Команда 1       | Рахунок | Команда 2 |
| --------------- | ------- | --------- |
| 16 вересня 2008 |         |           |
| Мурата          | 4:2 дч  | Фаетано   |